# La Roche-Mabile
La Roche-Mabile település Franciaországban, Orne megyében. Lakosainak száma 162 fő (2022. január 1.). La Roche-Mabile Gandelain, Saint-Denis-sur-Sarthon, Saint-Ellier-les-Bois és L'Orée-d'Écouves községekkel határos.

## Népesség
A település népességének változása:
| Lakosok száma | 161  | 158  | 162  | 157  | 159  | 160  | 161  | 161  | 162  |
|               | 2013 | 2015 | 2016 | 2017 | 2018 | 2019 | 2020 | 2021 | 2022 |